# Marina Gilardoni
Marina Gilardoni (Eschenbach, 4 marzo 1987) è una skeletonista ed ex bobbista svizzera.

## Biografia
Prima di dedicarsi alle discipline della slitta, Marina Gilardoni ha praticato in gioventù l'atletica leggera per più di 10 anni dedicandosi alle discipline veloci e gareggiando a livello nazionale.

### Gli inizi nel bob
Dal 2007 al 2010 si dedicò al bob nel ruolo di frenatrice per la squadra nazionale elvetica. Si distinse nelle categorie giovanili vincendo per due volte la medaglia d'oro ai mondiali juniores, ad Igls 2008 con Fabienne Meyer e a Sankt Moritz 2010 con Sabina Hafner.

Debuttò in Coppa del Mondo nella stagione 2007/08, l'11 gennaio 2008 a Cortina d'Ampezzo, dove fu decima nel bob a due con Maya Bamert, e ottenne il suo primo podio a Schönau am Königssee, piazzandosi al secondo posto nella gara a squadre. Ai campionati mondiali conta due partecipazioni, ottenendo quale miglior risultato il quindicesimo posto nel bob a due nell'edizione di Lake Placid 2009.

### Il passaggio allo skeleton
Nell'inverno del 2010 la Gilardoni decise di passare allo skeleton iniziando a gareggiare in Coppa Europa. Il suo debutto in 
Coppa del Mondo nella nuova disciplina avvenne nella stagione 2010/11, il 2 dicembre 2011 a Igls, dove si piazzò quattordicesima; centrò il suo primo podio l'11 dicembre 2015 a Schönau am Königssee, concludendo al terzo posto nel singolo. In classifica generale detiene quale miglior piazzamento il quinto posto ottenuto nel 2015/16.
Ha partecipato a due edizioni dei giochi olimpici invernali: a Soči 2014 si classificò al diciottesimo posto nella gara individuale mentre a Pyeongchang 2018 giunse undicesima nel singolo. 
Prese inoltre parte a sette edizioni dei campionati mondiali nella disciplina dello skeleton, conquistando in totale una medaglia d'argento. Nel dettaglio i suoi risultati nelle prove iridate sono stati, nel singolo: ventesima a Lake Placid 2012, quattordicesima a Sankt Moritz 2013, ottava a Winterberg 2015, quarta a Igls 2016, diciottesima a Schönau am Königssee 2017, sesta a Whistler 2019 e medaglia d'argento ad Altenberg 2020; nella gara a squadre: quinta a Sankt Moritz 2013 e ottava ad Altenberg 2020.
Nelle rassegne continentali ha vinto la medaglia d'argento a Sigulda 2020 e quella di bronzo a Sankt Moritz 2016.

## Palmarès

### Skeleton

#### Mondiali
- 1 medaglia:
  - 1 argento (singolo ad Altenberg 2020).

#### Europei
- 2 medaglie:
  - 1 argento (singolo a Sigulda 2020);
  - 1 bronzo (singolo a Sankt Moritz 2016).

#### Coppa del Mondo
- Miglior piazzamento in classifica generale nel singolo: 5ª nel 2015/16.
- 5 podi (tutti nel singolo):
  - 2 secondi posti;
  - 3 terzi posti.

#### Campionati svizzeri
- 4 medaglie:
  - 2 ori (singolo a Sankt Moritz 2013[1]; singolo a Sankt Moritz 2014[2]);
  - 2 argenti (singolo ad Andermatt 2011[3]; singolo a Sankt Moritz 2012[4]).

### Bob

#### Mondiali juniores
- 2 medaglie:
  - 2 ori (bob a due a Igls 2008; bob a due a Sankt Moritz 2010).

#### Coppa del Mondo
- 1 podio (nelle gare a squadre):
  - 1 secondo posto.

#### Campionati svizzeri
- 1 medaglia:
  - 1 oro (singolo a Sankt Moritz 2010).